# Glare
『glare』（グレア）はTHE RODEO CARBURETTORの2枚目のシングル。

## 概要
前作「meaningful/Precious EP」から10ヶ月でのシングルとなる。インディーズとしてリリースされるアルバム『rowdydow』に収録。

## 批評
CDジャーナルは「骨太で剛直、鋭角的な音がドンと響いてくる作品。スリリングで危険な香りのするサウンドは、その楽曲とボーカルをさらに引き立たせている」と評した。

## 収録曲
1. glare
2. スパゲティー・ウェスタン・ストーリー
3. God of Hell（mess up remix）
4. Outblaze（wig out remix）
作詞・作曲：鍛冶毅 編曲：THE RODEO CARBURETTOR(#ALL)